# Archeometrie
Archeometrie, ook wel bekend als archeologische wetenschap, is een tak van archeologie die natuurwetenschappelijke methodes en technieken toepast om archeologische vondsten te dateren.

## Vakgebieden
Archeometrie kan worden onderverdeeld in de volgende vakgebieden:
- Natuurkundige en scheikundige dateringsmethodes die aan archeologen absolute of relatieve chronologieën kunnen geven.
- Onderzoek naar artefacten, waaronder provenance, technologie en gebruik.
- Milieukundige metingen die inzicht kunnen geven in hoe een landschap, klimaat, flora en fauna er in vroegere tijden uitzagen, en hoe de mensen destijds leefden.
- Wiskundige methodes voor het analyseren van data.
- Remote sensing en geofysisch onderzoek voor locatie en karakterisatie van begraven archeologische restanten op regionaal, micro-regionaal en intra-site niveau. Dankzij deze technieken kunnen archeologen meer nieuwe locaties voor opgravingen te vinden dan anders mogelijk zou zijn.
- Onderzoek naar nieuwe conservatiemethodes en het vergaan van voorwerpen.

## Technieken
Technieken als lithische analyse (onderzoek naar stenen gereedschap), archeobotanie, archeometallurgie, palynologie en archeozoölogie zijn eveneens subdisciplines van archeometrie. Archeologen kunnen met deze technieken vaak belangrijke extra informatie verkrijgen over het verleden. De verbeterde C14-datering van de jaren 60 is hiervan een goed voorbeeld: het veranderde het beeld van het prehistorische Europa sterk.
Archeometrie heeft vooral nut wanneer zij absolute data kan verkrijgen over archeologische voorwerpen en lagen. Enkele belangrijke technieken zijn:
- C14-datering — vooral voor organische materialen.
- Dendrochronologie – voor onderzoek naar bomen.
- Thermoluminescentiedatering – voor onderzoek naar anorganische materialen.
- Elektronspinresonantie – voor onderzoek naar bijvoorbeeld tanden.
- Kalium-argon datering – voor bijvoorbeeld onderzoek naar gefossiliseerde hominidae-restanten.

Archeologen hebben archeometrie echter op veel andere manieren toegepast, bijvoorbeeld om van een voorwerp het gebruik of de techniek achter de productie ervan te bepalen. Technieken die hiervoor veelvuldig worden toegepast zijn:
- Röntgenfluorescentiespectrometrie
- Inductief gekoppelde plasmamassaspectrometrie
- Neutronenactivering: eerst door bestraling met neutronen materialen radioactief maken zodat de atoomkernen van hun elementen zich verraden door hun karakteristieke secundaire straling.
- Rasterelektronenmicroscopie
- Laser-induced breakdown spectroscopy.

Isotopenanalyse van Lood, strontium en zuurstof kan worden gebruikt om menselijke resten te onderzoeken en zo meer te weten te komen over het dieet of geboorteplaats van deze mensen.